# Cúp quốc gia Wales 1934–35
Cúp quốc gia Wales FAW 1934–35 là mùa giải thứ 54 của giải đấu bóng đá loại trực tiếp hàng năm dành cho các đội bóng ở Wales.

## Từ viết tắt
Tên giải đấu nằm sau tên các câu lạc bộ.
- B&DL - Birmingham & District League
- FL D2 - Football League Second Division
- FL D3N - Football League Third Division North
- FL D3S - Football League Third Division South
- MWL - Mid-Wales Football League
- SFL - Southern Football League
- WLN - Welsh League North
- WLS D1 - Welsh League South Division One
- WLS D2 - Welsh League South Division Two
- W&DL - Wrexham & District Amateur League

## Vòng Một
| Số thứ tự trận | Đội nhà                | Tỉ số | Đội khách                            |
| -------------- | ---------------------- | ----- | ------------------------------------ |
| 1              | Blaenau Ffestiniog     | 2–2*  | Portmadog                            |
| 2              | Bethesda Victoria      | thắng | Llanfairfechan (WLN)                 |
| 3              | Llandudno              | 1–1   | Flint Town (WLN)                     |
| đá lại         | Flint Town (WLN)       | 8–2   | Llandudno                            |
| 4              | Abergele (WLN)         | 2–2   | Llanddulas (WLN)                     |
| đá lại         | Llanddulas (WLN)       | 0–1   | Abergele (WLN)                       |
| 5              | Gwersyllt (W&DL)       | 2–3   | Caergwrle (W&DL)                     |
| 6              | Brymbo Green (W&DL)    | 3–2*  | Mold Alexandra                       |
| 7              | Johnstown              | 2–3   | Druids (W&DL)                        |
| 8              | Stryd Isa              | 1–2   | Cross Street Gwersyllt (W&DL)        |
| 9              | Llay Welfare (W&DL)    | 2–5   | Llanerch Celts (W&DL)                |
| 10             | Aberystwyth Town (MWL) | 3–2   | Welshpool (MWL)                      |
| 11             | Towyn (MWL)            | 6–2   | Aberystwyth University College (MWL) |
| 12             | Aberdovey (MWL)        | 3–0   | Bala Town)                           |
| 13             | Caersws (MWL)          | 3–4   | Llanidloes Town (MWL)                |
| 14             | Newtown (MWL)          | 5–2   | Machynlleth (MWL)                    |
| 15             | Rhayader               | 5–1   | Builth Wells                         |
| 16             | Llandrindod Wells      | 0–1   | Knighton                             |
| 17             | Blaina Town            | 2–6   | Milford Haven                        |

## Vòng Hai
Vòng này có sự tham gia của 15 đội thắng từ vòng Một cùng với 3 đội bóng mới. Mold Alexandra và Milford Haven đi thẳng vào vòng Ba.
| Số thứ tự trận | Đội nhà                       | Tỉ số | Đội khách                     |
| -------------- | ----------------------------- | ----- | ----------------------------- |
| 1              | Portmadog                     | 4–0   | Llanfairfechan (WLN)          |
| 2              | Abergele (WLN)                | 1–3   | Flint Town (WLN)              |
| 3              | Holt                          | 5–2   | Caergwrle (W&DL)              |
| 4              | Cross Street Gwersyllt (W&DL) | 3–3   | Druids (W&DL)                 |
| đá lại         | Druids (W&DL)                 | 3–3   | Cross Street Gwersyllt (W&DL) |
| đá lại         | Cross Street Gwersyllt (W&DL) | 6–1   | Druids (W&DL)                 |
| 5              | Llanerch Celts (W&DL)         | 11–0  | Crosville                     |
| 6              | Aberdovey (MWL)               | 4–7   | Aberystwyth Town (MWL)        |
| 7              | Dolgelley Albion (MWL)        | 0–0   | Towyn (MWL)                   |
| đá lại         | Towyn (MWL)                   | 2–1   | Dolgelley Albion (MWL)        |
| 8              | Newtown (MWL)                 | 1–1   | Rhayader                      |
| đá lại         | Rhayader                      | 2–1   | Newtown (MWL)                 |
| 9              | Llanidloes Town (MWL)         | 9–0   | Knighton                      |

## Vòng Ba
Vòng này có sự tham gia của 9 đội thắng từ vòng Ba cùng với Mold Alexandra. Milford Haven một lần nữa đi thẳng vào vòng tiếp theo..
| Số thứ tự trận | Đội nhà               | Tỉ số | Đội khách                     |
| -------------- | --------------------- | ----- | ----------------------------- |
| 1              | Portmadog             | 1–1   | Flint Town (WLN)              |
| đá lại         | Flint Town (WLN)      | 3–1   | Portmadog                     |
| 2              | Mold Alexandra        | 4–1   | Holt                          |
| 3              | Llanerch Celts (W&DL) | 6–0   | Cross Street Gwersyllt (W&DL) |
| 4              | Towyn (MWL)           | 0–4   | Aberystwyth Town (MWL)        |
| 5              | Llanidloes Town (MWL) | 2–0   | Rhayader                      |

## Vòng Bốn
Vòng này có sự tham gia của 5 đội thắng từ vòng Ba, Milford Haven và 14 đội bóng mới.
| Số thứ tự trận | Đội nhà                | Tỉ số | Đội khách                     |
| -------------- | ---------------------- | ----- | ----------------------------- |
| 1              | Aberdare Town (WLS D1) | 0–0   | Aberaman (WLS D1)             |
| đá lại         | Aberaman (WLS D1)      | 1–3   | Aberdare Town (WLS D1)        |
| 2              | Barry (WLS D1 & SFL)   | 6–2   | Cardiff Corinthians (WLS D1)  |
| 3              | Ebbw Vale (WLS D1)     | 2–0*  | Lovell's Athetic (WLS D1)     |
| 4              | Llanelly (WLS D1)      | 2–5   | Milford Haven                 |
| 5              | Penrhiwceiber (WLS D1) | 2–2   | Troedyrhiw (WLS D1)           |
| đá lại         | Troedyrhiw (WLS D1)    | 6–0   | Penrhiwceiber (WLS D1)        |
| 6              | Shrewsbury Town (B&DL) | 2–0   | Kidderminster Harriers (B&DL) |
| 7              | Rhyl (B&DL)            | 1–1   | Mold Alexandra                |
| đá lại         | Mold Alexandra         | 1–2   | Rhyl (B&DL)                   |
| 8              | Llanerch Celts (W&DL)  | 2–2   | Oswestry Town (B&DL)          |
| đá lại         | Oswestry Town (B&DL)   | 0–1   | Llanerch Celts (W&DL)         |
| 9              | Flint Town (WLN)       | thắng | Colwyn Bay                    |
| 10             | Llanidloes Town (MWL)  | 5–1   | Aberystwyth Town (MWL)        |

## Vòng Năm
Vòng này có sự tham gia của 7 đội bóng thắng từ vòng Bốn cùng với Porth United. Barry, Lovell's Athetic và Llanerch Celts đi thẳng vào vòng Sáu.
| Số thứ tự trận | Đội nhà               | Tỉ số | Đội khách              |
| -------------- | --------------------- | ----- | ---------------------- |
| 1              | Troedyrhiw (WLS D1)   | 4–0   | Aberdare Town (WLS D1) |
| 2              | Milford Haven         | 4–1   | Porth United (WLS D1)  |
| 3              | Llanidloes Town (MWL) | 1–3   | Shrewsbury Town (B&DL) |
| 4              | Flint Town (WLN)      | 0–0   | Rhyl (B&DL)            |
| đá lại         | Rhyl (B&DL)           | 0–2   | Flint Town (WLN)       |

## Vòng Sáu
Vòng này có sự tham gia của 4 đội thắng từ vòng Năm, Barry, Llanerch Celts, Lovell's Athletic cùng với 9 đội bóng mới.
| Số thứ tự trận | Đội nhà                   | Tỉ số | Đội khách                 |
| -------------- | ------------------------- | ----- | ------------------------- |
| 1              | Lovell's Athetic (WLS D1) | 1–1   | Barry (WLS D1 & SFL)      |
| đá lại         | Barry Town (WLS D1 & SFL) | 0–3   | Lovell's Athetic (WLS D1) |
| 2              | Cardiff City (FL D3S)     | 3–2   | Newport County (FL D3S)   |
| 3              | Troedyrhiw (WLS D1)       | 3–5   | Shrewsbury Town (B&DL)    |
| 4              | Milford Haven             | 1–4   | Swansea Town (FL D2)      |
| 5              | Chester (FL D3N)          | 5–1   | Bangor City (B&DL)        |
| 6              | New Brighton (FL D3N)     | 1–1   | Southport (FL D3N)        |
| đá lại         | Southport (FL D3N)        | 1–4   | New Brighton (FL D3N)     |
| 7              | Flint Town (WLN)          | 0–5   | Tranmere Rovers (FL D3N)  |
| 8              | Llanerch Celts (W&DL)     | 2–3   | Wrexham (FL D3N)          |

## Vòng Bảy
| Số thứ tự trận | Đội nhà                   | Tỉ số | Đội khách                 |
| -------------- | ------------------------- | ----- | ------------------------- |
| 1              | New Brighton (FL D3N)     | 0–0   | Shrewsbury Town (B&DL)    |
| đá lại         | Shrewsbury Town (B&DL)    | 4–4   | New Brighton (FL D3N)     |
| đá lại         | New Brighton (FL D3N)     | 0–2   | Shrewsbury Town (B&DL)    |
| 2              | Tranmere Rovers (FL D3N)  | 1–1   | Lovell's Athetic (WLS D1) |
| đá lại         | Lovell's Athetic (WLS D1) | 5–6   | Tranmere Rovers (FL D3N)  |
| 3              | Swansea Town (FL D2)      | 6–0   | Wrexham (FL D3N)          |
| 4              | Cardiff City (FL D3S)     | 2–2   | Chester (FL D3N)          |
| đá lại         | Chester (FL D3N)          | 3–0   | Cardiff City (FL D3S)     |

## Bán kết
Swansea Town và Chester thi đấu tại Wrexham.
| Số thứ tự trận | Đội nhà                | Tỉ số | Đội khách                |
| -------------- | ---------------------- | ----- | ------------------------ |
| 1              | Swansea Town (FL D2)   | 0–5   | Chester (FL D3N)         |
| 2              | Shrewsbury Town (B&DL) | 0–3   | Tranmere Rovers (FL D3N) |

## Chung kết
Trận Chung kết được tổ chức tại Wrexham.
| Số thứ tự trận | Đội nhà          | Tỉ số | Đội khách                |
| -------------- | ---------------- | ----- | ------------------------ |
| 1              | Chester (FL D3N) | 0–1   | Tranmere Rovers (FL D3N) |